# Parortholitha cidariata
Parortholitha cidariata är en fjärilsart som beskrevs av Walker 1862. Parortholitha cidariata ingår i släktet Parortholitha och familjen mätare. Inga underarter finns listade i Catalogue of Life.